# Хорошавин, Александр Вадимович
Александр Вадимович Хорошавин (род. 26 ноября 1959 года, Свободный, Амурская область, РСФСР, СССР) — губернатор Сахалинской области с 2007 по 2015 год.
Бывший сопредседатель советов представителей уполномоченного государственного органа по проектам «Сахалин-1» и «Сахалин-2» и член Политсовета Сахалинского регионального отделения ВПП «Единая Россия».

## Биография
Родился 26 ноября 1959 года в г. Свободный Амурской области.

### Образование и трудовая деятельность
Окончил Дальневосточный политехнический институт в 1981 году, доктор экономических наук. Работал старшим мастером производственного объединения «ОХА Нефтегаздобыча». С 1987 по 1991 год работал инструктором в Охинском горкоме КПСС.
С 1991 по 1993 год руководил ассоциацией «Агломерат». С 1993 по 1997 год — директор ТОО «Компания ИВА», г. Оха.

### Политическая деятельность
С 1997 по 2001 год — первый вице-мэр г. Оха и Охинского района. С 2001 по 2005 год — глава муниципального образования Охинский район.
2 октября 2005 года победил на выборах главы муниципального образования городской округ «Охинский».
Указом Президента РФ от 7 августа 2007 года после досрочного прекращения полномочий губернатора области Ивана Малахова был назначен временно исполняющим обязанности губернатора Сахалинской области. 9 августа 2007 года депутатами Сахалинской областной думы был утверждён на посту губернатора.
С 25 сентября 2007 по 27 мая 2008 и с 3 октября 2013 по 9 апреля 2014 — член президиума Государственного совета Российской Федерации.
9 августа 2011 года по представлению президента России Дмитрия Медведева был вновь наделён полномочиями губернатора Сахалинской области, а 11 августа того же года вступил в должность на второй срок.

## Арест и приговор по коррупционному делу
4 марта 2015 года Хорошавин был задержан на своём рабочем месте и в сопровождении сотрудников СК РФ доставлен в Москву. В ходе обыска по месту жительства был изъят 1 миллиард рублей наличными. Обыски прошли также в московской квартире и на даче Хорошавина где, помимо денег, было изъято 800 ювелирных изделий, к примеру, ручка стоимостью 36 миллионов рублей. Впоследствии наличие в деле столь дорогой ручки было опровергнуто.
4 марта Басманный суд Москвы арестовал Хорошавина и его советника Андрея Икрамова по делу о получении взятки (т. н. «отката») в размере $5,6 млн от руководителя «Энергостроя», главы «Тихоокеанского Внешторгбанка» Николая Крана, при заключении госконтракта на строительство одного из блоков Южно-Сахалинской ТЭЦ.

5 марта рейсом в Токио, покинул Сахалинскую область Андрей Лобкин — директор ОАО «Аэровокзал Южно-Сахалинска» (в прошлом, мэр Южно-Сахалинска). Позднее в отношении последнего было возбуждено уголовное дело по признакам преступления, предусмотренного ч. 4 ст. 291.1 УК РФ (посредничество во взяточничестве). ОАО «Аэровокзал Южно-Сахалинска» было создано при поддержке Хорошавина.
Да, хочу сообщить южносахалинцам, что губернатор сделал мне интересное предложение и я его принял. — Из интервью Андрея Лобкина агентству Sakh.com.
Хорошавин поддержал инициативу Лобкина по реконструкции аэропорта Южно-Сахалинск стоимостью в 7 млрд рублей, включая строительство нового комплекса аэропорта и новую взлетно-посадочную полосу, способную принимать самые дальнемагистральные самолеты.
25 марта 2015 года Хорошавин, находясь в СИЗО, был освобождён от должности указом Президента РФ с формулировкой «в связи с утратой доверия Президента Российской Федерации».
Прокуратура потребовала Александру Хорошавину наказания в виде лишения свободы сроком на 13 лет и штрафа 500 млн рублей. Хорошавин заявил о том что он не виновен и в своем последнем слове обратился к жителям Сахалинской области: «Не было взяток и легализации. Я подтверждаю это в последнем слове. Я не совершал преступления, которые мне вменяют. Если это повлияет на отягчение наказания, пусть будет так».
9 февраля 2018 года Южно-Сахалинский городской суд приговорил Александра Хорошавина к 13 годам лишения свободы в колонии строгого режима с выплатой штрафа в размере 500 млн рублей, запретом занимать государственные должности в течение пяти лет и лишением государственных наград — Ордена Почёта и медали ордена За заслуги перед Отечеством II степени.
28 апреля 2022 года Южно-Сахалинский городской суд вынес приговор в отношении Александра Хорошавина приговорив его к 15 годам колонии строгого режима.

## Семья
В разводе, имеет двоих детей.